# Osvaldo Zubeldía
Osvaldo Juan Zubeldía (* 24. Juni 1927 in Junín, Argentinien; † 17. Januar 1982 in Medellín, Kolumbien) war ein argentinischer Fußballspieler und späterer -trainer. Als Spieler nicht sonderlich erfolgreich, war er als Coach am Aufstieg von Estudiantes de La Plata vom Abstiegskandidaten zum Weltpokalsieger entscheidend beteiligt. Weiterhin zeigte er sich unter anderem für CA San Lorenzo de Almagro und den kolumbianischen Verein Atlético Nacional, aber auch kurzzeitig für die argentinische Fußballnationalmannschaft, verantwortlich.

## Spielerkarriere

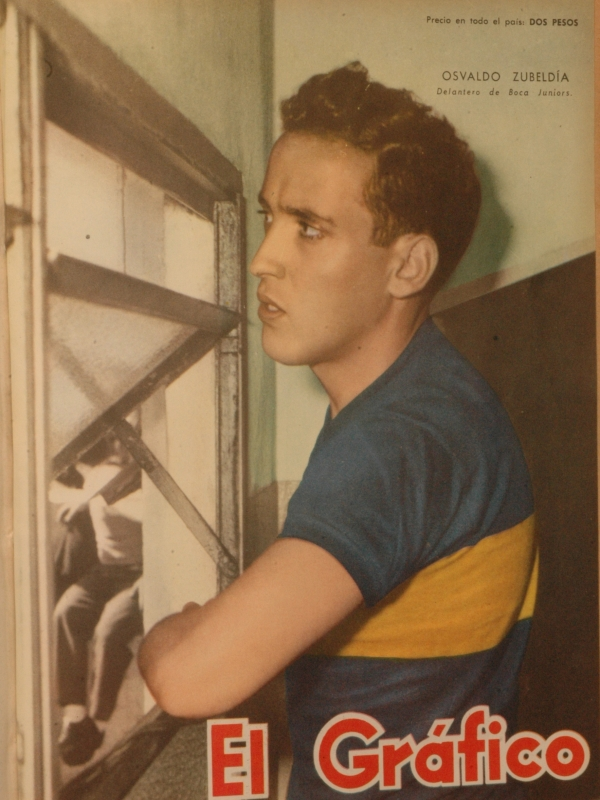
Zubeldía als Spieler der Boca Juniors

Osvaldo Zubeldía begann seine Laufbahn als Fußballspieler beim bonarenser Verein CA Vélez Sársfield im Jahr 1949. Bei Vélez, das zur damaligen Zeit anders als heute nicht unbedingt zu den Spitzenmannschaften im argentinischen Fußball zählte, aber dennoch in der höchsten Spielklasse agierte, stand Zubeldía bis ins Jahr 1955 unter Vertrag. Zur Saison 1956 schließlich wechselte er erstmals den Verein und spielte fortan für die Boca Juniors, wo er zwei Jahre lang unter Vertrag stand. In jenen Jahren, als die Maquina des großen Rivalen River Plate den Fußball in Argentinien bestimmte, war es Zubeldía im Trikot der Boca Juniors nicht möglich, die Meisterschaft zu gewinnen. In den Spielzeiten 1956 und 1957 wurden ein dritter und ein vierter Platz belegt, während jeweils das von José María Minella trainierte River Plate sich durchsetzen konnte. Insgesamt kam Osvaldo Zubeldía in diesen beiden Jahren auf 38 Ligaspiele im Trikot der Boca Juniors, wobei ihm zehn Treffer gelangen.
Von 1958 bis 1959 spielte er dann für Club Atlético Atlanta, einen kleineren, heutzutage längst in die Drittklassigkeit abgerutschten Verein aus Buenos Aires, der in den Fünfzigerjahren allerdings in der Primera División anzutreffen war. Als Spieler von Atlanta erreichte Osvaldo Zubeldía mit einem vierten und einem sechsten Platz in den Jahren 1958 und 1959 durchaus respektable Ergebnisse. Zudem wurde die Copa Suecia, ein 1958 aufgrund der Fußball-Weltmeisterschaft in Schweden und der darauf resultierenden Pause im Ligabetrieb einmalig ausgetragenes Turnier, das als inoffizielle Meisterschaft gewertet werden kann, gewonnen.
Im Jahr 1960 hatte Osvaldo Zubeldía schließlich seine letzte Station als aktiver Fußballspieler beim CA Banfield in der zweiten argentinischen Liga. Danach endete Zubeldías Spielerlaufbahn im Alter von 33 Jahren.

## Trainerkarriere

### Anfänge
Nach dem Ende seiner aktiven Laufbahn als Fußballspieler wurde Osvaldo Zubeldía Coach. Nur ein Jahr nach seinem Karriereende kehrte er in dieser Funktion zu Club Atlético Atlanta zurück, wo er bereits von 1958 bis 1959 als Spieler unter Vertrag stand. Mit Zubeldía als Trainer spielte Atlanta zwei durchaus respektable Spielzeiten. In der Saison 1961 führte der Neutrainer seine Mannschaft auf den vierten Platz, in der darauffolgenden Saison wurde Rang sieben erreicht.
Zum Ende des Jahres 1963 verließ Osvaldo Zubeldía den Club Atlético Atlanta. Er war in der Folge zwei Jahre lang arbeitslos. Im Jahr 1965 übernahm er den vakanten Posten des argentinischen Nationaltrainers. Seit 1960 hatten sich in dieser Position bereits neun andere Trainer, darunter namhafte Persönlichkeiten wie etwa Guillermo Stábile, Juan Carlos Lorenzo oder José María Minella, versucht, niemand vermochte es aber, langfristig zu arbeiten. Ähnlich erging es auch Osvaldo Zubeldía, der die kriselnde argentinische Nationalmannschaft zwar relativ sicher zur Fußball-Weltmeisterschaft 1966 in England führte, dem aber das Vertrauen noch vor Turnierbeginn wieder entzogen wurde. Sein Nachfolger Juan Carlos Lorenzo schaffte mit Argentinien den Einzug ins Viertelfinale, wo man allerdings am Gastgeber scheiterte.

### Wirken bei Estudiantes

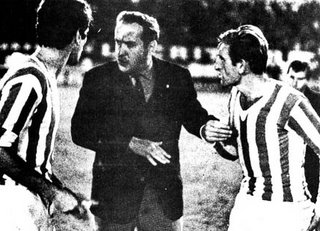
Osvaldo Zubeldía während einer Ansprache an sein Team als Estudiantes-Trainer

Einige Monate nach dem Ende seiner Amtszeit als argentinischer Nationaltrainer wurde Osvaldo Zubeldía im Jahr 1965 als neuer Trainer des Erstligisten Estudiantes de La Plata vorgestellt. Estudiantes war damals ein beständig erstklassig spielender, aber auch relativ erfolgloser Provinzverein. Man fand den Klub mehr im Abstiegskampf als im Rennen um die Meisterschaft. Dieser Zustand sollte sich aber mit Eintreffen von Trainer Zubeldía ändern. Dieser hatte 1965 bereits zusammen mit Argentino Geronazzo ein Buch über Taktik im Fußballsport geschrieben und machte sich als Trainer von Estudiantes de La Plata als erfolgreicher Taktiker einen Namen. Als einer der ersten Trainer überhaupt stimmte Osvaldo Zubeldía seine Taktik auf die Spielweise des Gegners ab und ließ seine Spieler zudem durch so genannte „taktische Fouls“ oder durch das Praktizieren der Abseitsfalle – ein damals noch völlig unbekanntes taktisches Mittel – Bemühungen des gegnerischen Teams entgegenwirken. Für seine taktischen Ansichten erntete Zubeldía viel Kritik, vor allem von Anhängern des traditionellen argentinischen Fußballs, der hauptsächlich auf spielerische Qualität ausgerichtet war, allerdings hatte er mit seinen Methoden auch großen Erfolg, was die Leistungen von Estudiantes de La Plata in den Jahren 1965 bis 1970 belegen.
Letztlich entwickelte sich Estudiantes binnen drei Jahren vom Abstiegskandidaten zum Weltpokalsieger mit Osvaldo Zubeldía als Trainer und einer Mannschaft, die sich fast ausschließlich aus relativ unbekannten Spielern ohne internationaler Erfahrungen, von denen wohl Juan Ramón Verón und Carlos Bilardo am bekanntesten sind, zusammensetzte. Letzterer wurde Jahre später selbst ein erfolgreicher Trainer und coachte sehr nach dem Vorbild von Osvaldo Zubeldía. Dessen Arbeit ist demzufolge auch Grundlage der Spaltung des argentinischen Trainertums in zwei Lager: Zum einen die Anhänger des linken Fußballs, also des offensiven und auf ein schönes Spiel bedachten Systems César Luis Menottis und zum anderen die Anhänger Bilardos und letztlich auch Zubeldías taktik- und zumeist auch eher defensivorientierten Spiels.

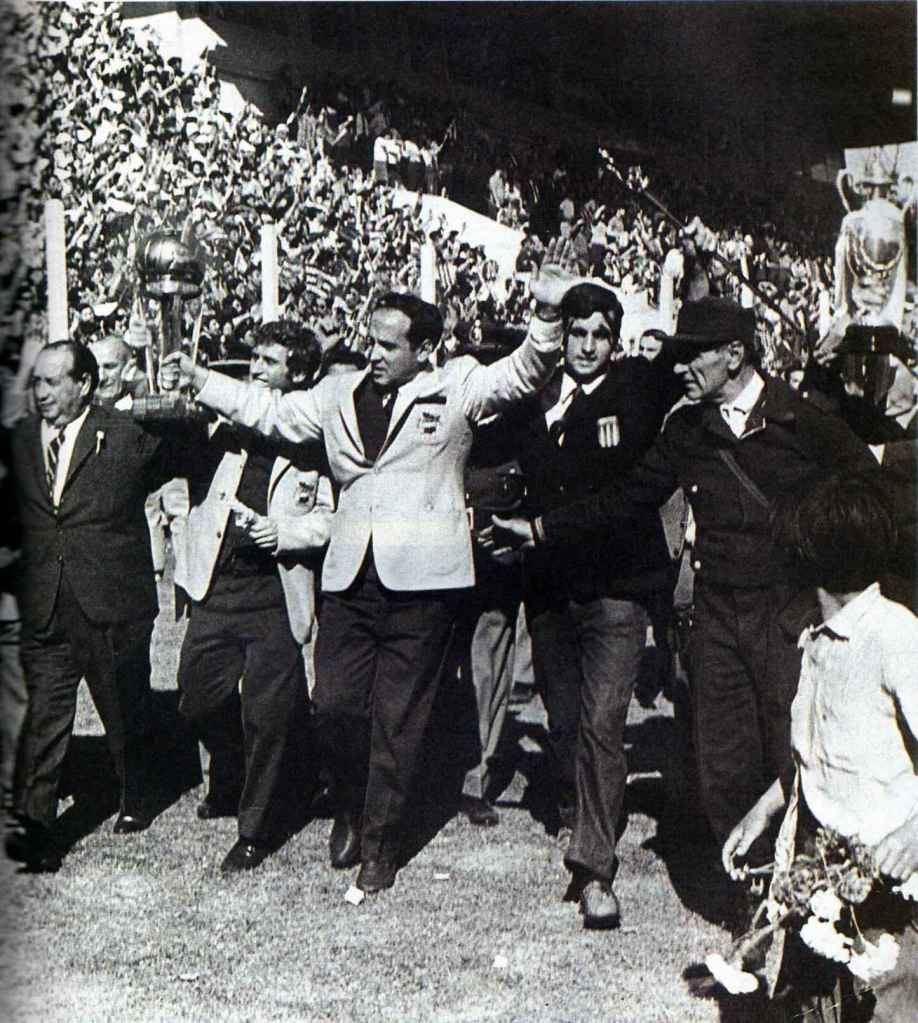
Zubeldía (Mitte) und Vereinspräsident Mariano Mangano nach dem Weltpokalsieg 1968

 Im ersten Jahr nach seiner Ankunft bei Estudiantes de La Plata führte Zubeldía die Mannschaft auf Platz fünf in der Primera División 1965, im Folgejahr wurde man Siebter. Der erste große Erfolg gelang Zubeldías Team im Metropolitano-Wettbewerb der Primera División 1967, als man sich im Endspiel gegen den Racing Club durchsetzte und die erste argentinische Meisterschaft überhaupt für Estudiantes de La Plata holte. Durch die Meisterschaft 1967 war Estudiantes startberechtigt für die Copa Libertadores 1968. Hier wurde man in der Gruppenphase Erster vor Independiente Avellaneda und den kolumbianischen Vertretern Deportivo Cali und CD Los Millonarios. Die zweite Gruppenphase beendete man als Erster vor Independiente und Universitario de Deportes aus Peru. Nachdem das Halbfinale gegen den Racing Club überstanden wurde, traf man schließlich im Endspiel auf Palmeiras São Paulo aus Brasilien. Mit 2:1, 1:3 sowie einem 2:0 im Entscheidungsspiel besiegte Estudiantes die Brasilianer und sicherte sich damit den ersten von drei Titel in der Copa Libertadores in Serie. Wenig später wurde durch ein 1:0 und 1:1 gegen den Sieger des Europapokal der Landesmeister 1967/68, Manchester United, auch noch der Weltpokal an den Río de la Plata geholt.
Während im Ligabetrieb keine weiteren Titel heraussprangen, zeigte sich das Estudiantes de La Plata von Osvaldo Zubeldía international weiterhin sehr erfolgreich. Als Titelverteidiger automatisch für die Copa Libertadores 1969 qualifiziert, konnte man diese durch einen Finalsieg (1:0 und 2:0) gegen den uruguayischen Vertreter Nacional Montevideo erneut gewinnen. Zuvor hatte man im Halbfinale Chiles damaligen Meister Universidad Católica eliminiert. Wenige Wochen nach dem Gewinn der zweiten Copa Libertadores war Estudiantes auch in der Copa Interamericana erfolgreich und gewann gegen Deportivo Toluca die erste Ausgabe dieses Wettbewerbs überhaupt.
Im Jahr 1970 schafften Osvaldo Zubeldía und Estudiantes de La Plata den Titelhattrick in der Copa Libertadores. Nachdem im Semifinale River Plate deutlich mit 4:1 nach Hin- und Rückspiel bezwungen wurde, entschied Zubeldías Mannschaft erneut auch das Endspiel für sich, diesmal zog Peñarol Montevideo aus Uruguay den Kürzeren. Wie im Jahr zuvor gegen den AC Mailand scheiterte Estudiantes allerdings auch im September 1970 bei dem Versuch, den Weltpokal erneut zu gewinnen. Dabei setzte es eine Niederlage gegen Feyenoord Rotterdam. Das Endspiel um den Weltpokal 1970 war das letzte internationale Spiel von Osvaldo Zubeldía als Coach von Estudiantes. Er verließ den Verein nach Saisonende 1970. Mit dem Erfolgstrainer ging jedoch auch der Erfolg. Es sollte bis ins Jahr 1982 dauern, ehe Estudiantes wenige Monate nach Osvaldo Zubeldías Tod wieder die argentinische Meisterschaft gewinnen sollte. Trainer jener Mannschaft war Carlos Bilardo, erspielt wurde der Titel mit einer Taktik, wie sie einst bereits Zubeldía in La Plata praktizierte.

### Arbeit in Kolumbien
1970 endete Osvaldo Zubeldías Arbeit bei Estudiantes de La Plata und er war in der Folge vier Jahre lang ohne Anstellung. 1974 übernahm er schließlich für ein Jahr das Traineramt bei CA San Lorenzo de Almagro. Die Mannschaft um Spieler wie Roberto Telch, Jorge Olguín und Oscar Ortiz führte Zubeldía zum Gewinn des Torneo Nacional der Primera División 1974 durch einen ersten Platz mit einem Zähler Vorsprung auf Rosario Central. Nach dem Titelgewinn trat Zubeldía bei San Lorenzo de Almagro zurück, er wurde zur kommenden Saison neuer Coach des Racing Club. Dort blieben die Erfolge allerdings aus und Osvaldo Zubeldía wurde nach einer Reihe schlechter Leistungen im Torneo Metropolitano bereits wenige Monate nach Amtsantritt entlassen.
Nach seiner Entlassung in Avellaneda verließ Osvaldo Zubeldía Argentinien und ging nach Kolumbien, um dort für den heutigen Rekordmeister Atlético Nacional als Cheftrainer zu arbeiten. In Medellín hatte Zubeldía seine längste Amtszeit als Trainer überhaupt und konnte mit Erfolgen auch an seine große Zeit bei Estudiantes de La Plata anknüpfen und hatte einen großen Einfluss auf die Entwicklung des kolumbianischen Fußballs. Zubeldías Arbeit bei Atlético Nacional legte mit den Grundstein für die positive Entwicklung des Fußballs in Kolumbien, der in den 1980er-Jahren zu einem der erfolgreichsten in Südamerika wurde und 1989 in Atlético Nacional seinen ersten Copa-Libertadores-Sieger hatte.

„Osvaldo hat eine Ära geprägt, weil er uns professionalisiert und uns beigebracht hat, dass Arbeit der Schlüssel zum Erfolg ist.“

In den Jahren 1976 und 1981 gewann Zubeldía mit Atlético Nacional jeweils die kolumbianische Meisterschaft. Im Campeonato Colombiano 1976 wurde man in der Abschlusstabelle Erster mit sechs Punkten Vorsprung auf Atlético Junior. Fünf Jahre darauf gelang der erneute Titelgewinn durch einen ersten Rang in der aus vier Teams bestehenden Finalrunde, zwei Punkte vor Deportes Tolima. Wenig erfolgreich verliefen die Teilnahmen an der Copa Libertadores in der Ära von Osvaldo Zubeldía bei Atlético Nacional, denn es kam sowohl in der Copa Libertadores 1977 als auch in der Copa Libertadores 1982 (hier wurde Atlético Nacional jedoch nur in den ersten Spielen von Zubeldía trainiert) bereits das frühe Aus nach der Vorrunde.

## Tod
Osvaldo Zubeldía starb am 17. Januar 1982 im kolumbianischen Medellín an einem Herzinfarkt, wobei er zum Zeitpunkt seines Ablebens noch als Coach bei Atlético Nacional unter Vertrag stand. Zubeldía erlitt den Infarkt, als er eines seiner Hobbys ausübte und ein Pferderennen verfolgte. Osvaldo Zubeldía wurde 54 Jahre alt.
Seine sterblichen Überreste wurden nach Argentinien gebracht und auf dem Zentralfriedhof der Stadt Junín begraben.

## Erfolge

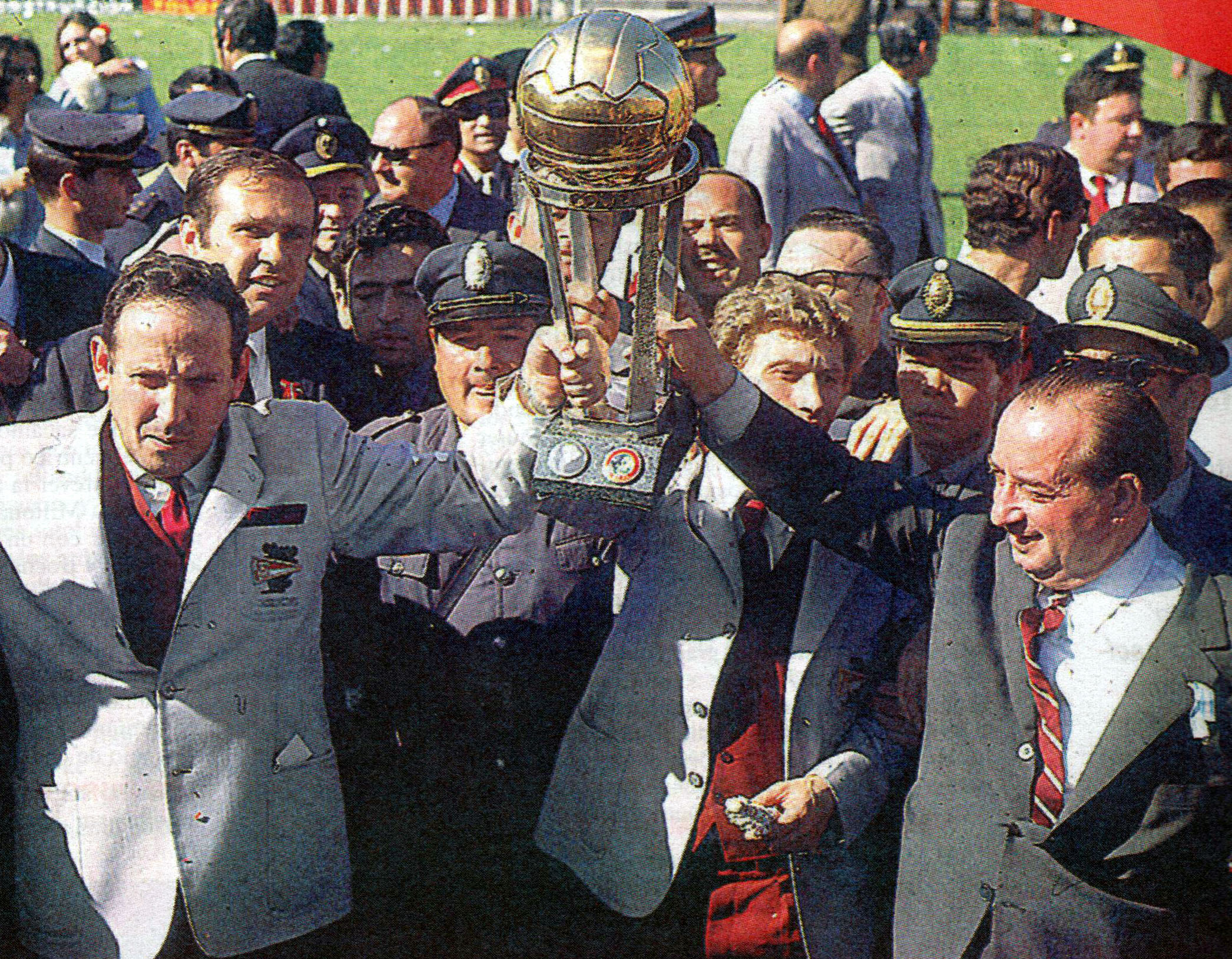
Osvaldo Zubeldía (links) und Estudiantes-Präsident Mariano Mangano nach dem Gewinn des Weltpokals 1968

### Als Spieler
- Copa Suecia: 1×

1958 mit Club Atlético Atlanta

### Als Trainer
- Argentinische Meisterschaft: 2×

Torneo Metropolitano 1967 mit Estudiantes de La Plata
Torneo Nacional 1974 mit CA San Lorenzo
- Weltpokal: 1×

1968 mit Estudiantes de La Plata
- Copa Libertadores: 3×

1968, 1969 und 1970 mit Estudiantes de La Plata
- Copa Interamericana: 1×

1969 mit Estudiantes de La Plata
- Kolumbianische Meisterschaft: 2×

1976 und 1981 mit Atlético Nacional